# Liczba obrotu homeomorfizmu okręgu
Liczba obrotu homeomorfizmu okręgu – niezmiennik homeomorfizmów okręgu; liczba charakteryzująca asymptotyczne zachowanie iteracji homeomorficznego odwzorowania okręgu w siebie. Pojęcie to odgrywa ważną rolę w teorii układów dynamicznych.

## Definicja
Niech {\displaystyle f} będzie zachowującym orientację homeomorfizmem okręgu na siebie, {\displaystyle f\colon S^{1}\to S^{1},} gdzie {\displaystyle S^{1}=\mathbb {R} /\mathbb {Z} .} Niech {\displaystyle F} będzie podniesieniem {\displaystyle f} do homeomorfizmu prostej {\displaystyle \mathbb {R} ,} spełniającym {\displaystyle F(x+m)=F(x)+m} dla dowolnych liczb rzeczywistej {\displaystyle x} i całkowitej {\displaystyle m.}
Liczbę obrotu odwzorowania {\displaystyle f} określa się jako:
{\displaystyle \omega (f)=\lim _{n\to \infty }{\frac {F^{n}(x)-x}{n}},}
gdzie {\displaystyle F^{n}} jest {\displaystyle n}-tą iteracją odwzorowania {\displaystyle F.}
Poprawność definicji, tj. istnienie i niezależność powyższej granicy od wyboru punktu {\displaystyle x,} wynika z twierdzenia o istnieniu liczby obrotu.

## Przykłady
- Jeśli {\displaystyle f} jest obrotem okręgu o kąt {\displaystyle \alpha ,} to liczba obrotu {\displaystyle f} wynosi {\displaystyle \alpha .}
- Gdy {\displaystyle f} jest dyfeomorfizmem okręgu mającym punkt stały, to liczba obrotu odwzorowania {\displaystyle f} jest równa 0.